# فرانك ماكلولين
فرانك ماكلولين هو ربان ‏ كندي، ولد في 15 أبريل 1960 في تورونتو في كندا.

## وصلات خارجية
- فرانك ماكلولين على موقع الاتحاد الدولي للملاحة الشراعية (موقع جديد) (الإنجليزية)
- فرانك ماكلولين على موقع اللجنة الأولمبية الدولية (الإنجليزية)
- فرانك ماكلولين على موقع أوليمبيديا (الإنجليزية)
- فرانك ماكلولين على موقع اللجنة الأولمبية الكندية (الإنجليزية)